# Liam Coltman
Liam James Coltman (New Plymouth, 25 gennaio 1990) è un rugbista a 15 neozelandese, tallonatore della provincia di Otago in Mitre 10 Cup e degli Highlanders in Super Rugby, attualmente in forza ai francesi del Lyon Olympique Universitaire Rugby..

## Biografia
Liam Coltman iniziò nelle giovanili di Taranaki, ma successivamente si trasferì a sud per frequentare l'Università di Otago. Debuttò a livello provinciale per Otago nella stagione 2010 del National Provincial Championship.
Fu incluso nel gruppo di sviluppo degli Highlanders nel 2011 e firmò un contratto triennale per la franchigia di Dunedin. Esordì in Super Rugby nella stagione 2013 e divenne uno degli uomini chiave della squadra con la quale vinse il titolo nel 2015.
A livello internazionale fece parte della squadra neozelandese ai Campionati mondiali Under-20 nel 2010.
Coltman fu convocato da Steve Hansen, tecnico degli All Blacks, nella nazionale neozelandese durante il The Rugby Championship 2016. Fu quindi incluso nella squadra selezionata per disputare la tournée di fine anno negli Stati Uniti e in Europa e fece il suo esordio a Roma nella vittoria contro l'Italia il 12 novembre 2016 subentrando nel secondo tempo a Codie Taylor.
Nel maggio 2022 ha firmato un contratto con la squadra francese di Lione.

## Palmarès
- Super Rugby: 1
Highlanders: 2015